# Mohamed Sam Jichi
Sam l'Africain, de son vrai nom Mohamed Sam Jichi, est un opposant politique ivoirien.

## Biographie
Opposant politique ivoirien et homme d'affaires Sam l'Africain de son vrai nom Mohamed Sam Jichi est d'origine ivoiro-libanaise né au Liberia en 1970. Marié à une ivoirienne et père de quatre enfants Sam l'Africain est aussi surnommé le libanais de Gbagbo à cause de son attachement à l'idéologie de l'ex président Laurent Gbagbo. Président de la nouvelle alliance de la Côte d'Ivoire pour la patrie (Nacip)